# Nike Air Ship
Nike Air Monarch — баскетбольне взуття, випущене Nike у 1984 році. Це взуття відоме тим, що це були перші кросівки, які коли-небудь носив Майкл Джордан у рамках свого контракту з Nike. Відтоді компанія Nike представила це взуття як частину лінії Air Jordan під назвою Jordan Air Ship.

## Передумови
Кросівки були розроблені Брюсом Кілгором. Це була його наступна модель після дизайну Nike Air Force 1 розробленого в 1982. Nike хотів, щоб Air Ship став наступником Air Force 1, а також був командним взуттям, яке підходило б усім гравцям. На відміну від Air Force 1, черевик не мав ремінця на липучці навколо верху. Також він додав більше кольору в дизайні, маючи верхній сегмент навколо щиколоток і краї навколо шнурків того самого кольору, що й логотип галочки, а решта взуття пофарбована в чорний або білий колір.
Взуття було готове для випуску восени 1984 року, і компанія вирішила, щоб Майкл Джордан носив це взуття, поки компанія ще була зайнята роботою над його фірмовим взуттям, Air Jordan 1.